# ゴーコンタイ県

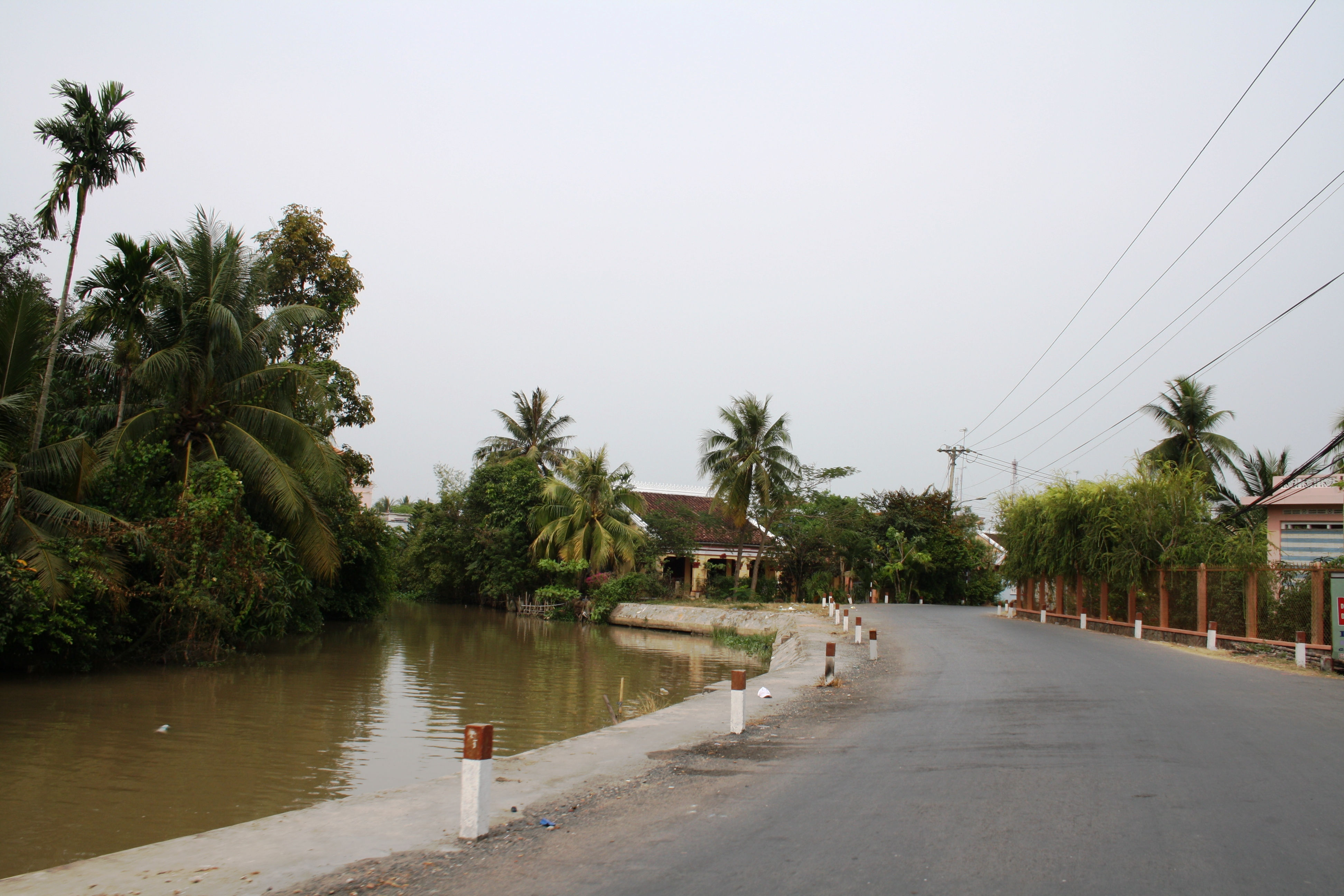

ゴーコンタイ県（ゴーコンタイけん、ベトナム語：Huyện Gò Công Tây / 縣塸䲲西?）は、ベトナム社会主義共和国ティエンザン省の県。面積は267.68km²、人口は142,820人（2013年）である。

## 行政区画
1市鎮12社から構成される。